# Хмельовик
Хмельови́к — село в Україні, у Березанській міській громаді Броварського району Київської області. Населення — 180 осіб.

## Населення
1910 року - хутір Березанської волості Переяславського повіту Полтавської губернії, 74 господарства, 439 мешканців разом з найманими робітниками.
За переписом УРСР 1989 року чисельність наявного населення села становила 275 осіб, з них 110 чоловіків та 165 жінок.
За переписом населення України 2001 року в селі мешкали 173 особи.

### Мова
Розподіл населення за рідною мовою за даними перепису 2001 року:
| Мова       | Кількість | Відсоток |
| ---------- | --------- | -------- |
| українська | 174       | 96,67 %  |
| російська  | 6         | 3,33 %   |
| Всього     | 180       | 100 %    |